# Arkadak
Arkadak (russisch Аркада́к) ist eine Stadt in der Oblast Saratow (Russland) mit 10.400 Einwohnern (Stand 2025).

## Geografie
Die Stadt liegt in der Oka-Don-Ebene etwa 250 km westlich der Oblasthauptstadt Saratow am Großen Arkadak nahe dessen Mündung in den Chopjor, einen Nebenfluss des Don.
Arkadak ist Verwaltungszentrum des gleichnamigen Rajons.
Die Stadt liegt an der 1896 eröffneten Eisenbahnstrecke Balaschow – Rtischtschewo – Pensa.

## Geschichte
Arkadak entstand 1721 als Dorf, welches seinen Namen nach dem Fluss bekam (abgeleitet von turksprachig Hinterer Berg). 1939 erhielt der Ort den Status einer Siedlung städtischen Typs und 1963 das Stadtrecht.

### Bevölkerungsentwicklung
| Jahr | Einwohner |
| ---- | --------- |
| 1939 | 10.782    |
| 1959 | 14.790    |
| 1970 | 14.742    |
| 1979 | 14.061    |
| 1989 | 14.244    |
| 2002 | 14.438    |
| 2010 | 12.845    |

Anmerkung: Volkszählungsdaten

## Kultur und Sehenswürdigkeiten

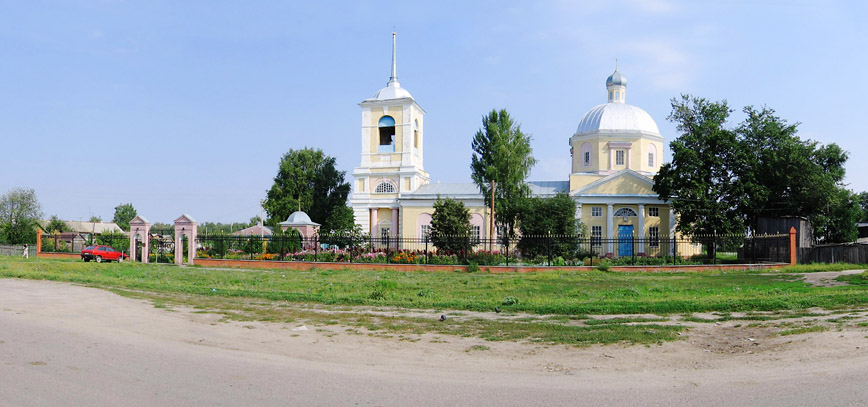
Himmelfahrtskirche in Arkadak

In Arkadak ist die Himmelfahrtskirche (церковь Вознесения/ zerkow Wosnessenija) von 1822 erhalten, außerdem ein relativ großer Teil der historischen hölzernen Bebauung. Die Stadt besitzt seit 1968 ein Heimatmuseum.

## Wirtschaft
Arkadak ist Zentrum eines Landwirtschaftsgebietes. In der Stadt sind verschiedene Betriebe der Lebensmittelindustrie angesiedelt, die teilweise bereits im 19. Jahrhundert gegründet wurden (Spirituosenfabrik Arkadakski; Ölmühle seit 1913).